# مارسيا بانغ
مارسيا بانغ (بالإنجليزية: Marcia Bunge)‏ هي ثيولوجية وأستاذة جامعية أمريكية، ولدت في 1954.

## وصلات خارجية
- الموقع الرسمي